# Ricardo Amérigo
Ricardo Amérigo Fernández, más conocido como Ricardo Amérigo (Carboneras, 7 de febrero de 1986) es un jugador de balonmano español que juega de portero en el Club Balonmano Águilas. Es internacional con la selección de balonmano playa de España, con la que disputó su primer campeonato internacional en el Campeonato Mundial de Balonmano Playa de 2016.
En 2017 logró la medalla de oro con la selección en el Campeonato Europeo de Balonmano Playa que se disputó en Croacia.

## Clubes
- Universidad de Granada
- Balonmano Ciudad de Almería
- BM Carboneras ( -2011)
- Club Balonmano Villa de Aranda (2011-2014)
- Sociedad Deportiva Teucro (2014-2016)
- Club Balonmano Villa de Aranda (2016-2019)[3]
- Córdoba Balonmano (2019-2020)
- Club Balonmano Águilas (2020- )[4]